# Gerd Herzberg
Gerd Herzberg (* 7. Juli 1950 in Hamburg) ist ein deutscher Jurist und ehemaliger stellvertretender Vorsitzender der Vereinten Dienstleistungsgewerkschaft (ver.di).

## Leben
Nach dem Abitur im Jahr 1970 am Hamburger Gymnasium Rahlstedt studierte er von 1970 bis 1976 Jura an der Universität Hamburg. 1976 legte Herzberg sein Erstes Juristisches Staatsexamen ab und bestand nach dem Referendariat 1978 das Zweite Juristische Staatsexamen.
Von 1979 bis 1984 arbeitete er als Gewerkschaftssekretär beim Bundesvorstand der Deutschen Angestellten-Gewerkschaft (DAG) im Ressort Wirtschaftspolitik mit dem Aufgabenschwerpunkt Mitbestimmung. Bis 1987 war er im Ressort des DAG-Vorsitzenden im Bereich Personalabteilung und Grundsatzabteilung tätig. Die Personal- und Grundsatzabteilung beim DAG-Bundesvorstand leitete er ab 1987. Im Jahr 1997 wurde er in den Bundesvorstand der DAG gewählt und war zuständig für die Bereiche Organisationsentwicklung, Werbung und Finanzen, Mitgliederservice sowie Informations- und Kommunikationstechnik. Im Jahr 2000 übernahm er zusätzlich das Ressort Bildungspolitik.
Herzberg ist verheiratet und hat zwei Kinder.

## Aufgaben in ver.di
Beim Gründungskongress der Vereinten Dienstleistungsgewerkschaft (ver.di) im März 2001 in Berlin wurde Herzberg zum stellvertretenden Vorsitzenden gewählt. Beim Bundeskongress im Oktober 2003 wurde er mit 76,6 Prozent der Delegiertenstimmen wieder gewählt, beim Bundeskongress 2007 erhielt er bei der Wiederwahl 82,6 Prozent der Stimmen. 2011 kandidierte er aus Altersgründen nicht mehr. Er war  im Bundesvorstand verantwortlich für Finanzen und Organisation.
Herzberg ist Mitglied des Aufsichtsrats der DGB Rechtsschutz GmbH des Deutschen Gewerkschaftsbunds, des Energieunternehmens Vattenfall Europe AG, der Deutschen Bank sowie der Franz Haniel & Cie. GmbH. Er war eines von drei Mitgliedern des Stiftungsvorstands der Stiftung Bildung und Beruf der Deutschen Angestellten-Akademie (DAA) bis 2017.